# Leonie Beck
Leonie Antonia Beck (Augusta, 27 maggio 1997) è una nuotatrice tedesca.

## Carriera
Beck ha preso parte ai mondiali di Barcellona 2013, non riuscendo a superare le batterie dei 1500 m stile libero. Alla successiva edizione dei mondiali di Kazan' 2015 ha gareggiato pure sulla distanza degli 800 metri classificandosi nona nelle rispettive batterie in entrambi in casi, mancando così l'ultimo posto utile per accedere alle due finali. In seguito ha disputato anche le Olimpiadi di Rio de Janeiro 2016 nuotando gli 800 m stile libero.
A partire dal 2017 ha iniziato a cimentarsi nel nuoto di fondo, gareggiando nella 5 km e nella gara a squadre ai mondiali di Budapest 2017. Agli europei di Glasgow 2018 si è piazzata al secondo posto nella 5 km, dietro l'olandese Sharon van Rouwendaal, e ha vinto pure un'altra medaglia d'argento con la Germania nella gara a squadre. Tra il 2022 e il 2024 conquista tre ori e un argento a livello mondiale e tre ori (uno nella 5 km, due nella 10 km) a livello continentale. Ai mondiali di Fukuoka del 2023 ha trionfato sia nella 10 km individuale (2h02'34") che nella 5 km individuale (59'31"7).

## Palmarès
- Mondiali

Gwangju 2019: bronzo nella 5 km a squadre.
Budapest 2022: oro nella 6 km a squadre e argento nella 10 km.
Fukuoka 2023: oro nella 5 km e nella 10 km.
- Europei

Glasgow 2018: argento nella 5 km e nella gara a squadre.
Budapest 2020: argento nella gara a squadre.
Roma 2022: oro nella 10 km.
Belgrado 2024: oro nella 5 km e nella 10 km.
- Giochi mondiali sulla spiaggia

Doha 2019: bronzo nella 5 km.

### Altre competizioni
- Vincitrice della Coppa del Mondo di nuoto di fondo nel 2023.
- Vincitrice della Coppa LEN nel 2017 e nel 2019.

## Riconoscimenti
- Atleta dell'anno World Aquatics: 2023
- Open Water Swimmer of the Year: 2023
- European Aquatics Award: 2023[1]